# Lista nagród i wyróżnień Jamesa Stewarta
James Stewart otrzymał wiele nagród i wyróżnień w trakcie 63-letniej kariery filmowej oraz szereg odznaczeń za swoją 27-letnią służbę wojskową. Wygrywał lub był nominowany do nich za wkład w kulturę i sztukę filmową. Pięciokrotnie uzyskiwał nominacje do nagrody Akademii Filmowej, z czego zdobył jedną statuetkę – za rolę reportera Macaulaya Connora w komedii romantycznej Filadelfijska opowieść (1940). W 1985 uhonorowano go Oscarem za całokształt twórczości. Był też dwukrotnym zdobywcą nagrody Stowarzyszenia Nowojorskich Krytyków Filmowych w kategorii dla najlepszego aktora (1939, 1959), laureatem Pucharu Volpiego dla najlepszego aktora (1959) i Srebrnego Niedźwiedzia dla najlepszego aktora (1962) oraz zdobywcą nagrody Złotego Globu w kategorii dla najlepszego aktora w serialu dramatycznym (1974).
Stewartowi przyznawano także nagrody za całokształt pracy artystycznej, w tym m.in. nagrodę im. Cecila B. DeMille’a (1965), Honorowego Złotego Niedźwiedzia na Międzynarodowym Festiwalu Filmowym w Berlinie (1982) i Kennedy Center Honors (1983). American Film Institute (AFI) dwukrotnie doceniał jego talent, honorując go AFI Life Achievement Award (1980) oraz umieszczając na 3. miejscu w rankingu „największych aktorów wszech czasów” (1999). W 2007 został wyróżniony przez pocztę Stanów Zjednoczonych, która umieściła jego wizerunek na znaczkach pocztowych w związku z edycją „Legendy Hollywoodu”. Od 8 lutego 1960 posiada gwiazdę na Hollywoodzkiej Alei Gwiazd, mieszczącą się przy 1708 Vine Street.

## Nagrody i nominacje

### American Film Institute
Organizacja non-profit American Film Institute (AFI) została utworzona w 1967 przez National Endowment for the Arts (NEA). Od 1973 przyznaje nagrodę AFI Life Achievement Award, której celem jest uhonorowanie danego artysty za jego wkład do życia w celu wzbogacenia amerykańskiej kultury poprzez filmy i telewizję. Stewart został uhonorowany 16 marca 1980. Wręczającym nagrodę był wieloletni przyjaciel Henry Fonda, który wraz z Dustinem Hoffmanem wygłosił przemowę.
| Rok  | Nominowane dzieło      | Kategoria                  | Wynik   | Źr    |
| ---- | ---------------------- | -------------------------- | ------- | ----- |
| 1980 | Całokształt twórczości | AFI Life Achievement Award | Wygrana | [ 1 ] |

### Film Society of Lincoln Center
Film Society of Lincoln Center (FSLC) jest organizacją prezentującą filmy, założoną w 1969. Jako jedna z dwunastu organizacji Lincoln Center for the Performing Arts organizuje uroczystość wręczania corocznych nagród The Chaplin Award (wcześniej znanych jako Gala Tribute). Stewarta uhonorowano 23 kwietnia 1990.
| Rok  | Nominowane dzieło      | Kategoria    | Wynik   | Źr    |
| ---- | ---------------------- | ------------ | ------- | ----- |
| 1990 | Całokształt twórczości | Gala Tribute | Wygrana | [ 2 ] |

### Międzynarodowy Festiwal Filmowy w Berlinie

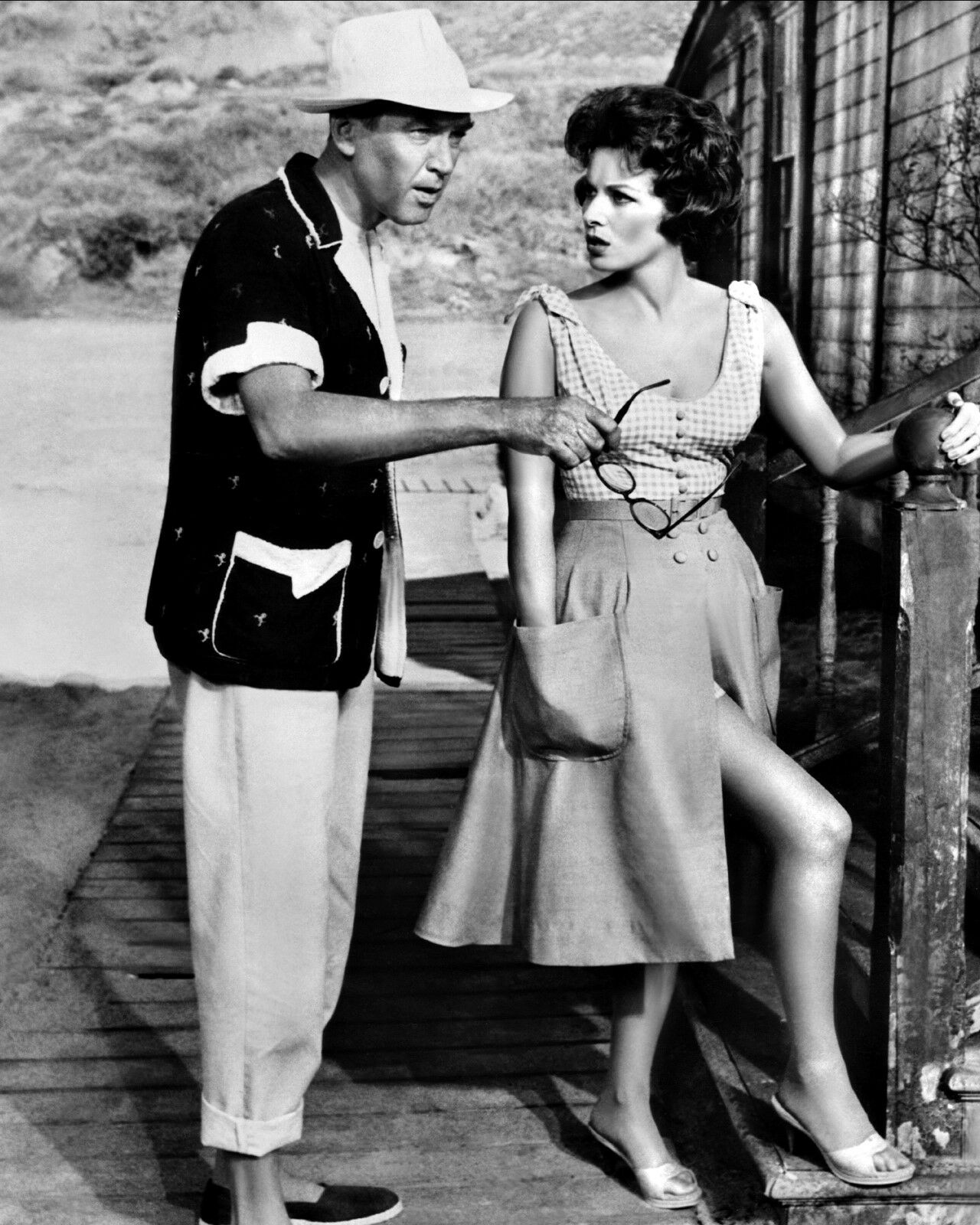
James Stewart w filmie Mr Hobbs na urlopie (1962), za występ w którym otrzymał Srebrnego Niedźwiedzia na 12. MFF w Berlinie (na zdjęciu z Maureen O’Harą)

Międzynarodowy Festiwal Filmowy w Berlinie odbywa się corocznie, począwszy od 1951. Uchodzi za jeden z największych i najbardziej prestiżowych. W 1962 Stewart otrzymał Srebrnego Niedźwiedzia w kategorii konkursowej, natomiast w 1982 został nagrodzony Honorowym Złotym Niedźwiedziem za całokształt twórczości.
| Rok  | Nominowane dzieło      | Kategoria                 | Wynik   | Źr    |
| ---- | ---------------------- | ------------------------- | ------- | ----- |
| 1962 | Mr Hobbs na urlopie    | Najlepszy aktor           | Wygrana | [ 3 ] |
| 1982 | Całokształt twórczości | Honorowy Złoty Niedźwiedź | Wygrana | [ 4 ] |

### Międzynarodowy Festiwal Filmowy w Monterrey
Międzynarodowy Festiwal Filmowy w Monterrey odbywa się corocznie w Monterrey w stanie Kalifornia. W 1988, na zakończenie drugiego dnia festiwalu, Stewart otrzymał z rąk Clinta Eastwooda nagrodę za całokształt twórczości.
| Rok  | Nominowane dzieło      | Kategoria              | Wynik   | Źr    |
| ---- | ---------------------- | ---------------------- | ------- | ----- |
| 1988 | Całokształt twórczości | Live Achievement Award | Wygrana | [ 5 ] |

### Międzynarodowy Festiwal Filmowy w Palm Springs
Międzynarodowy Festiwal Filmowy w Palm Springs (PSIFF) odbywa się rokrocznie, począwszy od 1989 w Palm Springs w stanie Kalifornia. Stewart otrzymał w 1992 nagrodę za całokształt twórczości.
| Rok  | Nominowane dzieło      | Kategoria                     | Wynik   | Źr    |
| ---- | ---------------------- | ----------------------------- | ------- | ----- |
| 1992 | Całokształt twórczości | Desert Palm Achievement Award | Wygrana | [ 6 ] |

### Międzynarodowy Festiwal Filmowy w San Sebastián

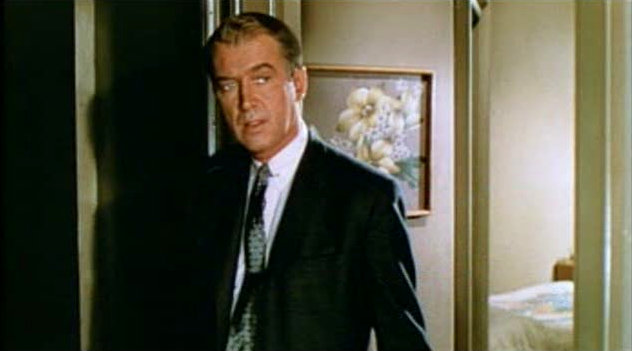
James Stewart w scenie z filmu Zawrót głowy (1958), za występ w którym otrzymał nagrodę Zuluety

Międzynarodowy Festiwal Filmowy w San Sebastián (SS IFF) to hiszpański festiwal filmowy, który został pierwotnie ustanowiony w celu nagradzania rodzimych produkcji w 1953 w San Sebastián. Stewart otrzymał nagrodę Zuluety w 1958, ex aequo z Kirkiem Douglasem.
| Rok  | Nominowane dzieło | Kategoria       | Wynik   | Źr    |
| ---- | ----------------- | --------------- | ------- | ----- |
| 1958 | Zawrót głowy      | Najlepszy aktor | Wygrana | [ 7 ] |

### Międzynarodowy Festiwal Filmowy w Wenecji
Międzynarodowy Festiwal Filmowy w Wenecji powstał w 1932 jako Esposizione Internazionale d’Arte Cinematografica. Jest najstarszym tego typu wydarzeniem na świecie. Odbywa się na wyspie Lido w Wenecji we Włoszech. Główną nagrodą jest Złoty Lew, uznawany za jedną z najbardziej prestiżowych nagród w przemyśle filmowym. Stewart został laureatem Pucharu Volpiego w kategorii konkursowej w 1959.
| Rok  | Nominowane dzieło   | Kategoria       | Wynik   | Źr          |
| ---- | ------------------- | --------------- | ------- | ----------- |
| 1959 | Anatomia morderstwa | Najlepszy aktor | Wygrana | [ 8 ] [ 9 ] |

### Nagroda Akademii Filmowej

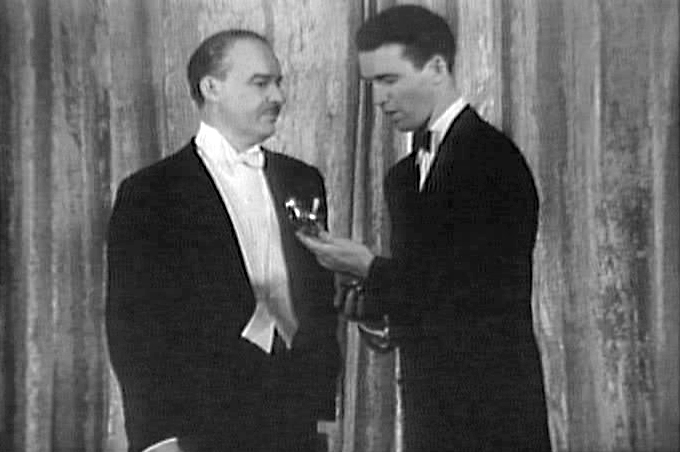
Alfred Lunt i odbierający Oscara za rolę w filmie Filadelfijska opowieść (1940) James Stewart podczas 13. ceremonii wręczenia Oscarów, 27 lutego 1941

Nagrody Akademii Filmowej, zwane powszechnie Oscarami, są corocznie przyznawane przez Amerykańską Akademię Sztuki i Wiedzy Filmowej (AMPAS) najlepszym artystom przemysłu filmowego. Stewart pięciokrotnie uzyskiwał nominację do nagrody w kategoriach konkursowych, z czego otrzymał jedną statuetkę dla najlepszego aktora pierwszoplanowego za rolę Macaulaya Connora w filmie Filadelfijska opowieść (1940). W 1985 otrzymał z rąk Cary’ego Granta Oscara za całokształt twórczości.
| Rok  | Nominowane dzieło               | Kategoria                       | Wynik     | Źr     |
| ---- | ------------------------------- | ------------------------------- | --------- | ------ |
| 1940 | Pan Smith jedzie do Waszyngtonu | Najlepszy aktor pierwszoplanowy | Nominacja | [ 10 ] |
| 1941 | Filadelfijska opowieść          | Najlepszy aktor pierwszoplanowy | Wygrana   | [ 11 ] |
| 1947 | To wspaniałe życie              | Najlepszy aktor pierwszoplanowy | Nominacja | [ 12 ] |
| 1951 | Harvey                          | Najlepszy aktor pierwszoplanowy | Nominacja | [ 13 ] |
| 1960 | Anatomia morderstwa             | Najlepszy aktor pierwszoplanowy | Nominacja | [ 14 ] |
| 1985 | Całokształt twórczości          | Oscar honorowy                  | Wygrana   | [ 15 ] |

### Nagroda BAFTA
Nagrody BAFTA przyznawane są corocznie przez Brytyjską Akademię Sztuk Filmowych i Telewizyjnych w dziedzinie filmu. Stewart był dwukrotnie nominowany do tej nagrody w kategorii konkursowej; w 1955 i 1960.
| Rok  | Nominowane dzieło       | Kategoria                   | Wynik     | Źr     |
| ---- | ----------------------- | --------------------------- | --------- | ------ |
| 1955 | Historia Glenna Millera | Najlepszy aktor zagraniczny | Nominacja | [ 16 ] |
| 1960 | Anatomia morderstwa     | Najlepszy aktor zagraniczny | Nominacja | [ 17 ] |

### Nagroda CableACE
CableACE Award była przyznawana w latach 1978–1997 przez National Cable Television Association (NCTA). Stewart uzyskał nominację w 1984, za występ w filmie telewizyjnym Z prawej strony drogi (1983).
| Rok  | Nominowane dzieło     | Kategoria                                     | Wynik     | Źr     |
| ---- | --------------------- | --------------------------------------------- | --------- | ------ |
| 1984 | Z prawej strony drogi | Aktor w programie dramatycznym lub teatralnym | Nominacja | [ 18 ] |

### Nagroda Drama Desk
Nagrody Drama Desk są wręczane corocznie, począwszy od 1955, za występy w off-broadwayowskich i off-off-broadwayowskich produkcjach teatralnych. Stewart otrzymał statuetkę w 1970, za główną rolę w spektaklu Harvey.
| Rok  | Nominowane dzieło | Kategoria      | Wynik   | Źr     |
| ---- | ----------------- | -------------- | ------- | ------ |
| 1970 | Harvey            | Wybitny występ | Wygrana | [ 19 ] |

### Nagroda Gildii Aktorów Ekranowych
Nagroda Gildii Aktorów Ekranowych (SAG Award) przyznawana jest corocznie przez członków związku zawodowego Screen Actors Guild (SAG) w dziedzinie filmu i telewizji. Doceniając wkład w pracę na rzecz rozwoju kinematografii, członkowie związku przyznali Stewartowi nagrodę za całokształt twórczości w 1969.
| Rok  | Nominowane dzieło      | Kategoria                                                   | Wynik   | Źr     |
| ---- | ---------------------- | ----------------------------------------------------------- | ------- | ------ |
| 1969 | Całokształt twórczości | Nagroda Gildii Aktorów Ekranowych za całokształt twórczości | Wygrana | [ 20 ] |

### Nagroda Golden Apple
Golden Apple Award przyznawana była od 1941 do 2001 przez kobiece stowarzyszenie prasy Hollywood Women’s Press Club dla osób związanych z przemysłem filmowym. Stewart zdobył statuetkę w 1970.
| Rok  | Nominowane dzieło  | Kategoria          | Wynik   | Źr     |
| ---- | ------------------ | ------------------ | ------- | ------ |
| 1970 | Męska gwiazda roku | Golden Apple Award | Wygrana | [ 18 ] |

### Nagroda Golden Boot
Nagroda Golden Boot wręczana jest przez Motion Picture & Television Fund aktorom i członkom ekipy, którzy wnieśli istotny wkład w gatunek westernu w filmie i telewizji. Stewart otrzymał nagrodę w 1985.
| Rok  | Nominowane dzieło      | Kategoria         | Wynik   | Źr     |
| ---- | ---------------------- | ----------------- | ------- | ------ |
| 1985 | Całokształt twórczości | Golden Boot Award | Wygrana | [ 21 ] |

### Nagroda Grammy
Nagrody Grammy przyznawane są corocznie przez National Academy of Recording Arts and Sciences (NARAS). Stewart został raz nominowany do statuetki za album z wierszami własnego autorstwa – Jimmy Stewart and His Poems (1989).
| Rok  | Nominowane dzieło           | Kategoria                                 | Wynik     | Źr     |
| ---- | --------------------------- | ----------------------------------------- | --------- | ------ |
| 1990 | Jimmy Stewart and His Poems | Best Spoken Word or Non-Musical Recording | Nominacja | [ 22 ] |

### Nagroda Laurela

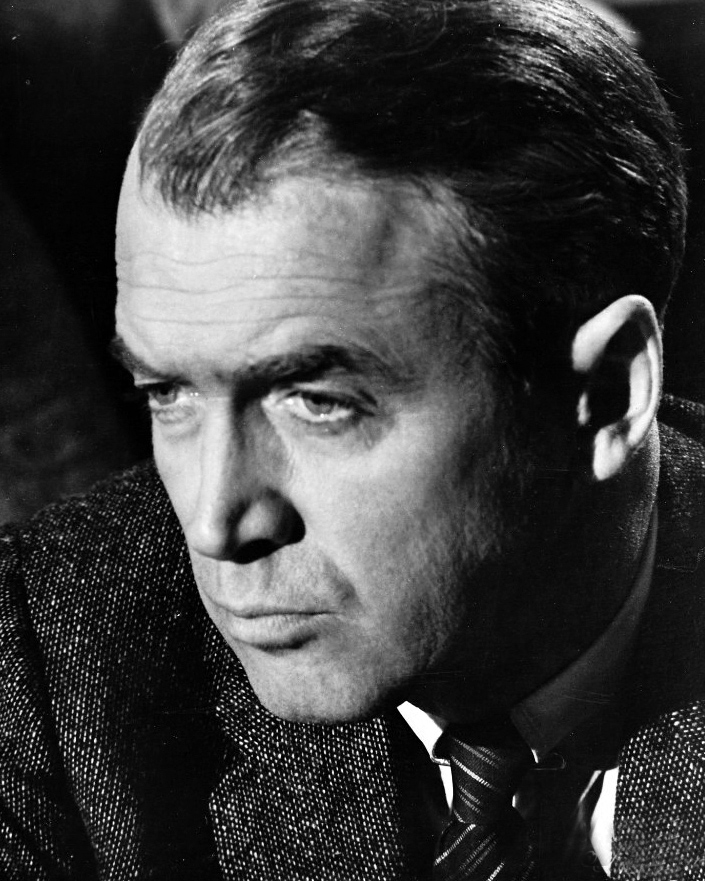
James Stewart w scenie z filmu Anatomia morderstwa (1959), za występ w którym otrzymał nagrodę Laurela

Nagroda Laurela została utworzona w 1957 przez magazyn „Motion Picture”. Przyznawana była twórcom filmowym, aktorom, reżyserom i kompozytorom do 1971. Stewart, spośród czterech uzyskanych nominacji w kategoriach konkursowych, otrzymał nagrodę w 1960.
| Rok  | Nominowane dzieło   | Kategoria                              | Wynik     | Źr     |
| ---- | ------------------- | -------------------------------------- | --------- | ------ |
| 1958 | Gwiazda roku        |                                        | Nominacja | [ 18 ] |
| 1959 | Gwiazda roku        | Nominacja                              |           | [ 18 ] |
| 1960 | Gwiazda roku        | Nominacja                              |           | [ 18 ] |
| 1960 | Anatomia morderstwa | Najlepszy występ w filmie dramatycznym | Wygrana   | [ 18 ] |
| 1961 | Gwiazda roku        |                                        | Nominacja | [ 18 ] |
| 1962 | Dwaj jeźdźcy        | Najlepszy występ w filmie akcji        | Nominacja | [ 18 ] |
| 1962 | Gwiazda roku        |                                        | Nominacja | [ 18 ] |
| 1963 | Mr Hobbs na urlopie | Najlepszy występ w filmie komediowym   | Nominacja | [ 18 ] |
| 1963 | Gwiazda roku        |                                        | Nominacja | [ 18 ] |
| 1964 | Weź ją – jest moja  | Najlepszy występ w filmie komediowym   | Nominacja | [ 18 ] |
| 1964 | Gwiazda roku        |                                        | Nominacja | [ 18 ] |
| 1965 | Gwiazda roku        | Wygrana                                |           | [ 18 ] |
| 1966 | Gwiazda roku        | Nominacja                              |           | [ 18 ] |
| 1967 | Gwiazda roku        | Nominacja                              |           | [ 18 ] |

### Nagroda Stowarzyszenia Nowojorskich Krytyków Filmowych

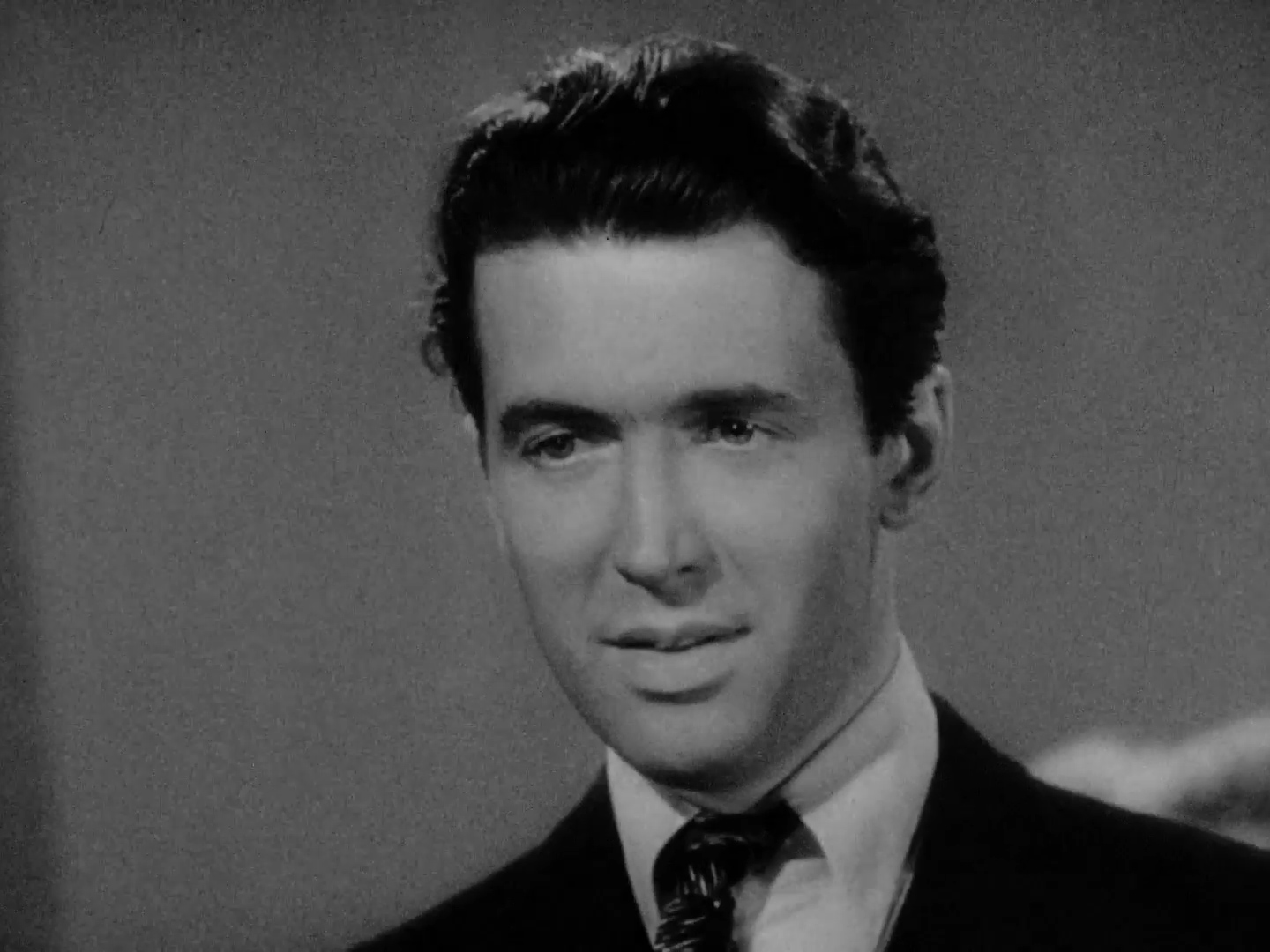
Stewart w filmie Pan Smith jedzie do Waszyngtonu (1939), za występ w którym otrzymał NYFCC Award

Nagroda Stowarzyszenia Nowojorskich Krytyków Filmowych (NYFCC) przyznawana jest rokrocznie, począwszy od 1935, w dziedzinie filmu przez Stowarzyszenie Nowojorskich Krytyków Filmowych. Stewart, spośród dwóch otrzymanych nominacji w kategoriach konkursowych, zdobył dwie nagrody; w 1939 i 1959.
| Rok  | Nominowane dzieło               | Kategoria       | Wynik   | Źr            |
| ---- | ------------------------------- | --------------- | ------- | ------------- |
| 1939 | Pan Smith jedzie do Waszyngtonu | Najlepszy aktor | Wygrana | [ 10 ] [ 23 ] |
| 1959 | Anatomia morderstwa             | Najlepszy aktor | Wygrana | [ 8 ] [ 24 ]  |

### National Board of Review
Organizacja National Board of Review (NBR MP) powstała w 1909. Towarzystwo działa m.in. na rzecz promowania komentarzy na temat wszystkich aspektów produkcji filmowej poprzez oferowanie programów edukacyjnych oraz seminariów dla studentów na kierunku filmoznawstwa. Stewart otrzymał nagrodę w 1940. Pół wieku później przyznano mu nagrodę za całokształt twórczości.

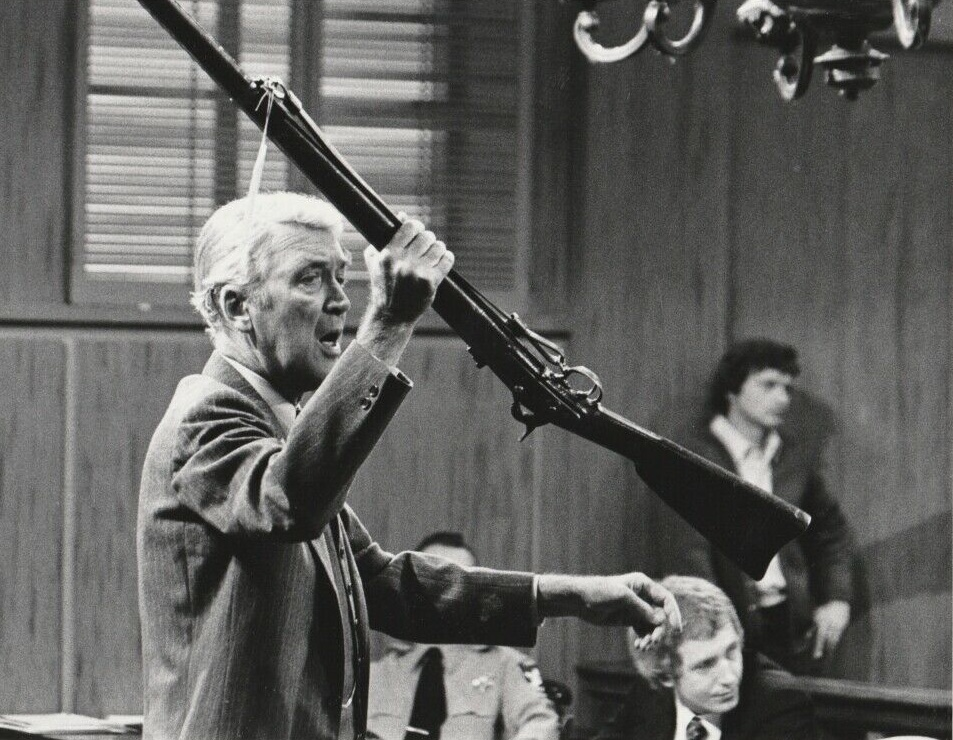
James Stewart w serialu Hawkins (1973–1974), za występy w którym otrzymał nagrodę Złotego Globu

| Rok  | Nominowane dzieło      | Kategoria                | Wynik   | Źr     |
| ---- | ---------------------- | ------------------------ | ------- | ------ |
| 1940 | Sklep za rogiem        | Najlepszy występ         | Wygrana | [ 25 ] |
| 1990 | Całokształt twórczości | Career Achievement Award | Wygrana | [ 26 ] |

### Złoty Glob
Złote Globy są wręczane corocznie przez Hollywoodzkie Stowarzyszenie Prasy Zagranicznej (HFPA), która wyróżnia wybitne osiągnięcia w branży rozrywkowej, zarówno krajowej, jak i zagranicznej, a także skupia uwagę szerokiej publiczności na najlepszych filmach kinowych i telewizyjnych. Spośród trzech uzyskanych nominacji w kategoriach konkursowych, Stewart zdobył jedną nagrodę. W 1965, w zasłudze za „wybitny wkład w rozwój kultury i rozrywki”, przyznano mu nagrodę im. Cecila B. DeMille’a.
| Rok  | Nominowane dzieło      | Kategoria                                        | Wynik     | Źr     |
| ---- | ---------------------- | ------------------------------------------------ | --------- | ------ |
| 1951 | Harvey                 | Najlepszy aktor w filmie dramatycznym            | Nominacja | [ 13 ] |
| 1963 | Mr Hobbs na urlopie    | Najlepszy aktor w filmie komediowym lub musicalu | Nominacja | [ 27 ] |
| 1965 | Całokształt twórczości | Nagroda im. Cecila B. DeMille’a                  | Wygrana   | [ 27 ] |
| 1974 | Hawkins                | Najlepszy aktor w serialu dramatycznym           | Wygrana   | [ 28 ] |

## Inne wyróżnienia
W 1947 Uniwersytet Princeton, alma matter Stewarta, nadał mu tytuł doktora honoris causa. 13 lutego 1948 odcisnął swoje dłonie i stopy oraz złożył podpis w płycie betonowej chodnika na podjeździe Grauman’s Chinese Theatre przy 6925 Hollywood Boulevard. 13 lutego 1950 branżowe czasopismo „Photoplay” uznało go za „najpopularniejszego aktora 1949” i przyznało mu Gold Medal Award.
8 lutego 1960, w uznaniu za wkład w przemysł filmowy, otrzymał gwiazdę na Hollywoodzkiej Alei Gwiazd, mieszczącą się przy 1708 Vine Street. Trzy lata później przyznano mu Bronze Wrangler za występ w westernie Człowiek, który zabił Liberty Valance’a (1962). W 1967 otrzymał Pennsylvania Award for Excellence in the Performing Arts, natomiast rok później National Council of the Boy Scouts uhonorowało go Silver Buffalo Award. W 1971 teatralne stowarzyszenie studenckie Hasty Pudding Theatricals uznało Stewarta za „człowieka roku”. W 1972 zaliczono go w poczet gwiazd westernu „Hall of Great Western Performers” w National Cowboy & Western Heritage Museum, mieszczącym się w Oklahoma City w stanie Oklahoma. Cztery lata później Academy of Achievement uhonorowała aktora Golden Plate Award. W 1983 otrzymał nagrodę Kennedy Center Honors. Także w 1983, z okazji 75. rocznicy urodzin, na trawniku przed gmachem sądu hrabstwa Indiana ustawiono statuę z podobizną aktora oraz pamiątkową tablicę z miejscem urodzenia. W maju 1985, podczas 38. MFF w Cannes, oddano hołd Stewartowi i jego dokonaniom artystycznym. Pięć lat później przyznano mu nagrodę za całokształt twórczości, podczas gali ShoWest Convention. Także w 1990, za „wybitną służbę publiczną”, otrzymał od władz Uniwersytetu Princeton Woodrow Wilson Award. Amerykański Czerwony Krzyż (ARC), w uznaniu za „służbę dla drugiego człowieka, przyznał mu Humanitarian Award”.
20 maja 1995, z okazji 87. urodzin Stewarta, w Indianie otwarto The Jimmy Stewart Museum, które znajduje się nieopodal miejsca narodzin aktora oraz dawnej lokalizacji sklepu jego ojca. Na cześć Stewarta lotnisko w pobliżu rodzinnej Indiany otrzymało nazwę Indiana County–Jimmy Stewart Airport. W uroczystości  udział wzięły córki aktora – Judy i Kelly.
W 1996 nazwisko aktora zostało zamieszczone na 3. miejscu w rankingu „100 największych gwiazd filmowych wszech czasów”, przygotowanym przez tygodnik „Entertainment Weekly”. W maju 1997 władze Uniwersytetu Princeton uhonorowały Stewarta poprzez nadanie kinu znajdującemu się na tamtejszym kampusie nazwy James M. Stewart ‘32 Theater oraz przeprowadzając retrospekcję filmów z jego udziałem. Dwa lata później w National Museum of the Mighty Eighth Air Force w Pooler w stanie Georgia odsłonięto popiersie Stewarta. Organizacja American Film Institute (AFI), poza przyznaniem mu w 1980 AFI Life Achievement Award, dwukrotnie doceniła jego talent; w czerwcu 1999 sklasyfikowała go na 3. miejscu w rankingu „największych aktorów wszech czasów” (za Humphreyem Bogartem i Carym Grantem), natomiast w czerwcu 2003 umieściła dwóch wykreowanych przezeń bohaterów –  Jeffersona „Jeffa” Smitha i George’a Baileya – w rankingu na „największego bohatera w historii kina”, odpowiednio na 11. i 9. miejscu.
17 sierpnia 2007 poczta USA (USPS) wydała limitowaną serię znaczków z jego podobizną w związku z edycją „Legendy Hollywoodu”. W 2011 urząd pocztowy w Indianie, znajdujący się przy 47 South 7th Street, przemianowano na James M. „Jimmy” Stewart Post Office Building. Figura woskowa ukazująca aktora w roli George’a Baileya z filmu To wspaniałe życie (1946) znajduje się w filii Madame Tussauds w Hollywood.

### Odznaczenia
James Stewart był odznaczany wieloma medalami w trakcie 27-letniej służby wojskowej. Otrzymał m.in. Zaszczytny Krzyż Lotniczy (DFC) za dowództwo w amerykańskim nalocie na Brunszwik, a także francuski Krzyż Wojenny z brązową palmą, Medal Kampanii Amerykańskiej (ACM), Medal Lotniczy (AM) z trzema oak leaf cluster, Medal Sił Powietrznych za Wybitną Służbę (AFDSM), Medal Pochwalny (CM), Presidential Unit Citation (PUC), American Defense Service Medal, National Defense Service Medal (NDSM) oraz Armed Forces Reserve Medal (AFRM). 23 lipca 1959 został awansowany na generała brygady, stając się tym samym najwyższym rangą aktorem w historii amerykańskiej wojskowości. Po przejściu na emeryturę, 1 czerwca 1968 odznaczono go Medalem Sił Lądowych za Wybitną Służbę (DSM).
23 maja 1985 prezydent Stanów Zjednoczonych Ronald Reagan uhonorował Stewarta podczas ceremonii w Białym Domu najwyższym cywilnym odznaczeniem – Medalem Wolności.